# رونتگنیم
رونتگنیم یا رونتگنیوم یا آن‌ان‌انیوم یا اکا-طلا (به انگلیسی: Roentgenium) یک عنصر شیمیایی مصنوعی با نماد Rg و عدد اتمی ۱۱۱ است که به افتخار فیزیکدان و برندهٔ جایزهٔ نوبل فیزیک، ویلهلم رونتگن (کاشف پرتو ایکس) نام‌گذاری شده‌است. رونتگنیم یک اتم فوق سنگین بوده و در نتیجه بسیار ناپایدار است؛ به نحوی که پایدارترین ایزوتوپ آن رونتگنیم-۲۸۶ نیمه‌عمری تنها معادل ۱۰ تا ۱۱ دقیقه دارد.
رونتگنیم در گروه ۱۱ جدول تناوبی و دورهٔ هفتم قرار دارد؛ که این باعث می‌شود تا سنگین‌ترین عنصر بلوک d باشد. هرچند که هیچ آزمایشی برای تعیین خواص شیمیایی آن انجام نشده‌است؛ اما به نظر می‌رسد که خواص شیمیایی آن به عنوان نهمین عضو سری ۶d در فلزات واسطه، شبیه به طلا باشد. این عنصر برای اولین بار در ۸ دسامبر ۱۹۹۴ در «مرکز تحقیقات یون سنگین هلمهولتز» در دارمشتات آلمان ساخته شد. با برخورد چند اتم نیکل به بیسموت، در یک شتاب‌دهندهٔ خطی، سه اتم رونتگنیم ساخته شد که هر سه رونتگنیم-۲۷۲ بودند. سرانجام، آیوپاک در نوامبر سال ۲۰۰۴ نام آن را انتخاب کرد.
رونتگنیم ۷ ایزوتوپ دارد، که همه‌گی ناپایدار و مصنوعی هستند. این ایزوتوپ‌ها نیمه‌عمرهایی بسیار کوتاه، متغیر از ۳٫۸ میلی‌ثانیه تا ۶۴۰ ثانیه دارند؛ ازهمین‌رو تحقیقات بر روی رونتگنیم بسیار محدود است و با مشکلات زیادی همراه می‌باشد. با این حال پیش‌بینی‌ها حاکی از آن است که واکنش‌پذیری رونتگنیم بسیار کم باشد؛ به شکلی که حتی به‌عنوان یک فلز نجیب شناخته‌شود.

## تاریخچه

### کشف
رونتگنیم برای اولین بار در ۸ دسامبر ۱۹۹۴ در «مرکز تحقیقات یون سنگین هلمهولتز» در دارمشتات آلمان ساخته شد. تیم آنها دو اتم نیکل-۶۴ و بیسموت-۲۰۹ را در یک شتاب‌دهندهٔ خطی برخورد دادند؛ و درنهایت ایزوتوپ رونتگنیم-۲۷۲ سنتز و شناسایی شد.
{\displaystyle \mathrm {^{209}_{83}{Bi}+_{28}^{64}Ni\rightarrow _{111}^{272}Rg^{*}+_{0}^{1}n} }

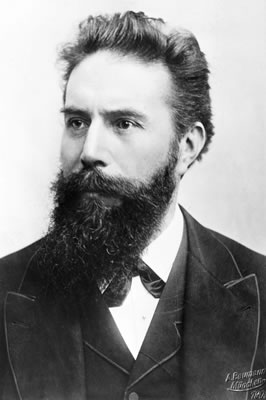
ویلهلم رونتگن

این آزمایش توسط مؤسسه مشترک تحقیقات هسته‌ای تکرار شد ولی آنها اتم رونتگنیم را شناسایی نکردند. در نهایت در سال ۲۰۰۱ آیوپاک کشف عنصر را به دلیل کمبود شواهد مبنی بر وجود عنصر رد کرد. اما تیم مرکز تحقیقات یون سنگین هلمهولتز دوباره آزمایش را در سال ۲۰۰۲ انجام دادند و این بار وجود ۳ اتم رونتگنیم را گزارش کردند. آیوپاک نیز در سال ۲۰۰۳ وجود عنصر را تأیید کرد.

### نام‌گذاری
با استفاده از عناصر پیش‌بینی‌شده توسط مندلیف رونتگنیم با نام اکا-طلا نیز شناخته می‌شد. در سال ۱۹۷۱ آیوپاک تصمیم گرفت که تا زمانی که عنصر کشف و تأیید نشده و نامی برایش تعیین نشده؛ عنصر را در جدول تناوبی با نام سیستماتیک آن‌ان‌انیوم و نماد Uuu قرار دهند. اگرچه این نام در بسیاری از جوامع شیمیایی، کتاب‌ها و حتیٰ کلاس‌ها استفاده می‌شد؛ ولی بیشتر دانشمندان آن را با نام‌های «عنصر ۱۱۱» یا «۱۱۱-E» و حتی «۱۱۱» می‌شناختند.
نام رونتگنیم با نماد Rg توسط تیم مرکز تحقیقات یون سنگین هلمهولتز، به افتخار ویلهلم کنراد رونتگن فیزیکدان آلمانی و کاشف اشعه X در سال ۲۰۰۴ پیشنهاد داده‌شد. آیوپاک در نوامبر همان سال این نام را پذیرفت.

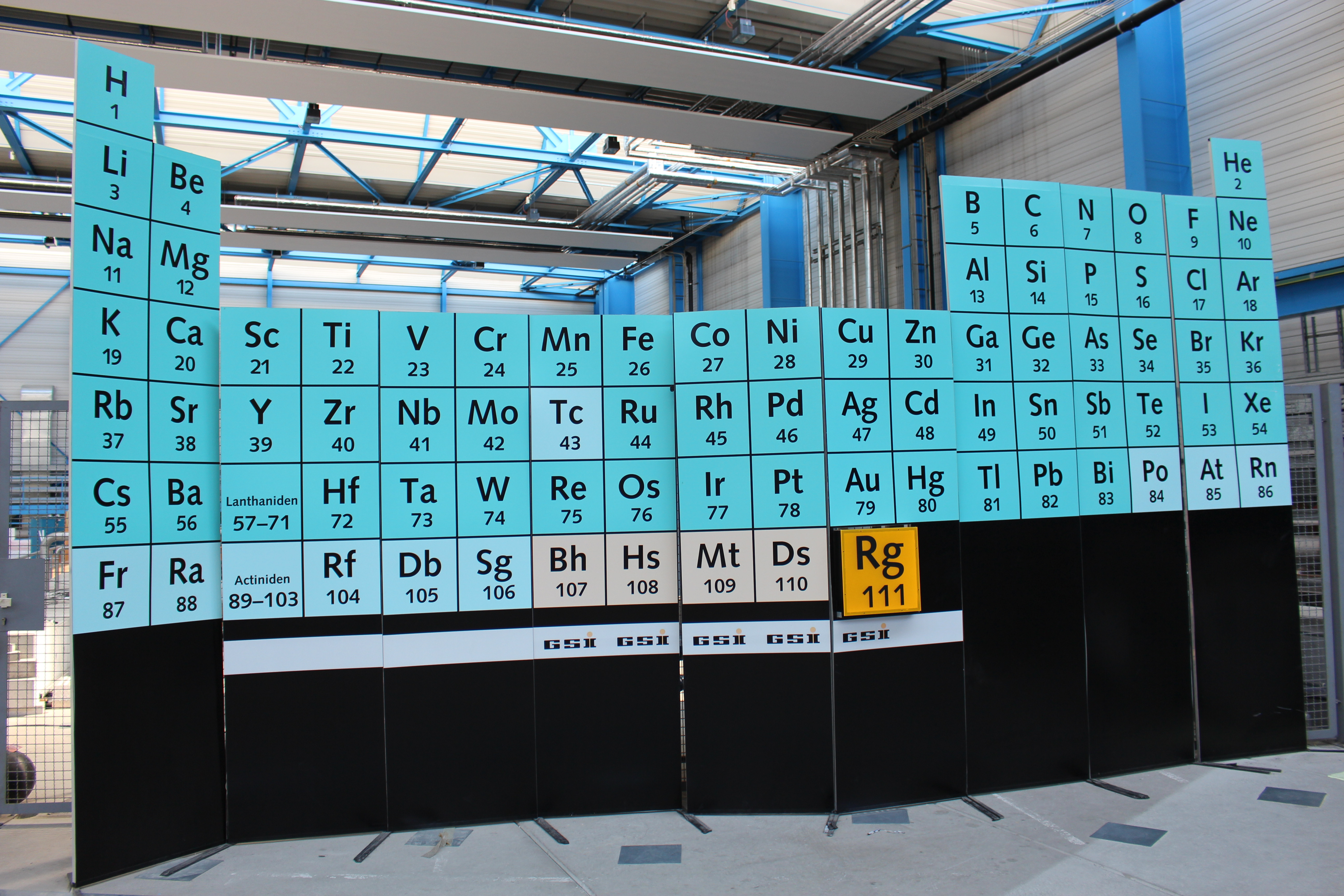
نمایی از رونتگنیم در جدول تناوبی

## ایزوتوپ‌ها
رونتگنیم عنصری مصنوعی و فوق سنگین است که در رآکتورهای هسته‌ای تولید می‌شود و در نتیجه هیچ ایزوتوپ پایداری ندارد. نخستین ایزوتوپ شناسایی‌شدهٔ این عنصر رونتگنیم-۲۷۲ بود که در سال ۱۹۹۴ میلادی تولید و ردیابی شد. هرچند که شواهدی مبنی بر وجود ۱۵ ایزوتوپ رونتگنیم وجود دارد، اما تا کنون ۷ ایزوتوپ آن (از رونتگنیم-۲۷۲ تا رونتگنیم-۲۸۶) شناسایی و توسط آیوپاک تأیید شده‌اند که پایدارترین ایزوتوپ در این میان رونتگنیم-۲۸۶ با نیمه‌عمر ۶۴۰ ثانیه است که چیزی معادل ۱۰ تا ۱۱ دقیقه است.

### راهنمای نشانه‌ها
| رنگ | پایداری نسبت به دیگر ایزوتوپ‌ها                   |
| --- | ------------------------------------------------ |
|     | ایزوتوپ نسبتاً پایدار (نیمه عمر بیش از ۱ دقیقه)   |
|     | ایزوتوپ نسبتاً ناپایدار (نیمه عمر بیش از ۱ ثانیه) |
|     | ایزوتوپ ناپایدار (نیمه عمر بیش از ۱ میلی ثانیه)  |

| نماد  | پروتون | نوترون | جرم ایزوتوپ   | نیمه‌عمر        | حالت واپاشی                     | محصول واپاشی |
| ----- | ------ | ------ | ------------- | -------------- | ------------------------------- | ------------ |
| ۲۷۲Rg | ۱۱۱    | ۱۶۱    | ۲۷۲٫۱۵۳۲۷‎(۲۵)‎ | ۳٫۸ میلی ثانیه | {\displaystyle \alpha }         | ۲۶۸Mt        |
| ۲۷۴Rg | ۱۱۱    | ۱۶۳    | ۲۷۴٫۱۵۵۲۵‎(۱۹)‎ | ۶٫۴ میلی ثانیه | {\displaystyle \alpha }         | ۲۷۰Mt        |
| ۲۷۸Rg | ۱۱۱    | ۱۶۷    | ۲۷۸٫۱۶۱۴۹‎(۳۸)‎ | ۴٫۲ میلی ثانیه | {\displaystyle \alpha }         | ۲۷۴Mt        |
| ۲۷۹Rg | ۱۱۱    | ۱۶۸    | ۲۷۹٫۱۶۲۷۲‎(۵۱)‎ | ۰٫۱۷ ثانیه     | {\displaystyle \alpha }         | ۲۷۵Mt        |
| ۲۸۰Rg | ۱۱۱    | ۱۶۹    | ۲۸۰٫۱۶۵۱۴‎(۶۱)‎ | ۳٫۶ ثانیه      | {\displaystyle \alpha }         | ۲۷۶Mt        |
| ۲۸۱Rg | ۱۱۱    | ۱۷۰    | ۲۸۱٫۱۶۶۳۶‎(۸۹)‎ | ۱۷ ثانیه       | {\displaystyle {SF(90\%)}}      | نامشخص       |
| ۲۸۱Rg | ۱۱۱    | ۱۷۰    | ۲۸۱٫۱۶۶۳۶‎(۸۹)‎ | ۱۷ ثانیه       | {\displaystyle \alpha {(10\%)}} | نامشخص       |
| ۲۸۲Rg | ۱۱۱    | ۱۷۱    | ۲۸۲٫۱۶۹۱۲‎(۷۲)‎ | ۱۰۰ ثانیه      | {\displaystyle \alpha }         | ۲۷۸Mt        |
| ۲۸۶Rg | ۱۱۱    | ۱۷۵    | ۲۸۶؟          | ۶۴۰ ثانیه؟     | {\displaystyle \alpha }         | ۲۸۲Mt        |

### طول عمر ایزوتوپ‌ها
تمامی ایزوتوپ‌های رونتگنیم به‌شدت ناپایدار و پرتوزا هستند. به‌طور کلی ایزوتوپ‌های سنگین‌تر از ایزوتوپ‌های سبک‌ترِ آن، پایدارتر هستند. پایدارترین ایزوتوپ شناخته‌شدهٔ رونتگنیم، رونتگنیم-۲۸۶ (سنگین‌ترین ایزوتوپ تأیید شده) است که نیمه‌عمری معادل ۱۰٫۷ دقیقه دارد؛ ولی از آنجایی که تحقیقات بر روی این ایزوتوپ ادامه دارد، برخی همچنان رونتگنیم-۲۸۲ را به عنوان پایدارترین ایزوتوپ می‌شناسند. به غیر از رونتگنیم-۲۸۶، رونتگنیم-۲۸۳ نیز از رونتگنیم-۲۸۲ —با نیمه‌عمری معادل ۵٫۳ دقیقه— پایدارتر است؛ ولی این ایزوتوپ هم به‌طور کامل شناخته نشده و تا به امروز تأیید نشده‌است. همچنین گزارش شده که دو ایزوتوپ رونتگنیم-۲۸۰ و رونتگنیم-۲۸۱ نیمه‌عمرهایی بیشتر از یک ثانیه داشته باشند. به جز ایزوتوپ‌های مذکور بقیه ایزوتوپ‌ها آنقدر ناپایدارند که نیمه‌عمر آن‌ها را با میلی‌ثانیه می‌سنجند. پیش‌بینی شده که ایزوتوپ ناشناخته رونتگنیم-۲۸۷ پایدارترین و تنها ایزوتوپ رونتگنیم باشد که با واپاشی بتا تجزیه می‌شود. همچنین پیش‌بینی شده که ایزوتوپ ناشناختهٔ رونتگنیم-۲۷۷ نیمه‌عمری معادل ۱ ثانیه داشته باشد.
هرچند که در دیگر موارد، این چنین پیش‌بینی‌ها در رابطه با نیمه‌عمر با واقعیت تفاوت زیادی داشته‌اند همچون ۳ ایزوتوپ رونتگنیم-۲۸۲، رونتگنیم-۲۸۱ و رونتگنیم-۲۷۸ که نیمه‌عمرهای پیش‌بینی‌شده برای آنها ۱ ثانیه، ۱ دقیقه و ۴ دقیقه بود ولی بعد از سنتز شدن مشخص شد که نیمه‌عمرهایشان به ترتیب ۲ دقیقه، ۱۷ ثانیه و ۴ میلی ثانیه بوده‌است. چنین پیش‌بینی‌هایی در مورد رونتگنیم-۲۸۳ ناشناخته هم وجود داشت که نیمه‌عمر آن را حدود ۱۰ دقیقه تخمین می‌زد اما امروزه مشخص شده که نیمه‌عمرش حدود ۵ دقیقه خواهد بود.

## خواص پیش‌بینی‌شده

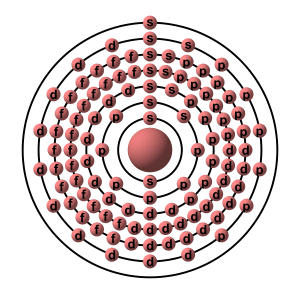
لایه‌های الکترونی رونتگنیم

### خواص شیمیایی
رونتگنیم نهمین عضو سری ۶d فلزات واسطه است. از آنجایی که مشخص شده کوپرنیسیم (عنصر ۱۱۲) عضو گروه ۱۲ جدول تناوبی و فلزات پس واسطه است؛ پیش‌بینی می‌شود که عناصر از رادرفوردیم تا رونتگنیم چهارمین دورهٔ فلزات واسطه را تشکیل دهند. محاسبات انجام شده روی انرژی‌های یونشی و شعاع اتمی رونتگنیم، خواص آن را تا حدود زیادی شبیه به طلا جلوه می‌دهد؛ و این بدان معنا است که خواص شیمیایی رونتگنیم به دیگر عناصر گروه ۱۱ تا حدودی شبیه است؛ هرچند که در برخی موارد اختلافات چشم‌گیری با این عناصر دارد.
پیش‌بینی می‌شود که رونتگنیم یک «فلز نجیب» باشد. انرژی یونش آن ۱۰۲۰ کیلوژول بر مول تخمین زده شده، که با گاز رادون تقریباً برابری می‌کند؛ و تنها فلزی که از آن «نجیب‌تر» است کوپرنیسیم می‌باشد. پیش‌بینی می‌شود که عدد اکسایش رونتگنیم دو عدد پایدار ۵+ و ۳+ به همراه ۱+ ناپایدار باشد. پیش‌بینی شده که ۳+ در بین اعداد اکسایش رونتگنیم، پایدارترین آنها باشد. به نظر می‌رسد که واکنش پذیری رونتگنیم(III) به طلا(III) شبیه باشد و همین آن را در واکنش با مواد شیمیایی بسیاری پایدار می‌کند. طلا به دلیل اثرات نسبیتی یک حالت ۱- پایدار تشکیل می‌دهد و پیش‌بینی می‌شود که رونتگنیم هم این‌گونه رفتار کند. پیش‌بینی می‌شود رونتگنیم آفنیته‌ای معادل ۱٫۶ الکترون ولت داشته باشد؛ که در مقایسه با طلا —با رقم ۲٫۳ الکترون ولت— بسیار کمتر است؛ پس بیشتر ترکیبات رونتگنیم یا تشکیل نخواهند شد یا در صورت تشکیل، بسیار ناپایدار خواهند بود. اوربیتال‌های ۶d در عناصر پایانی سری چهارم فلزات واسطه ناپایدارند؛ که موجب افزایش عدد اکسایش رونتگنیم، به رونتگنیم(V) می‌شود که نسبت به طلا(V) واکنش‌پذیری کمتری دارد؛ با وجود تمامی این موارد پیش‌بینی می‌شود که دستیابی به ترکیباتی پایدار از رونتگنیم کاری بسیار سخت باشد.
خواص پیش‌بینی‌شدهٔ رونتگنیم توجه بیشتری نسبت به دو عنصر قبلی خود یعنی مایتنریم و دارمشتادیم دریافت کرده زیرا پیش‌بینی می‌شود که ظرفیت لایهٔ الکترونی ۷s در رونتگنیم پر است. محاسبات بر روی یون RgH نشان داده که پیوند بین دو مولکول رونتگنیم و هیدروژن بسیار قوی است. در مورد ترکیبات AuX و RgX —در حالی که F، Cl، Br، O، Au =X یا Rg باشد— مطالعاتی صورت گرفته‌است. پیش‌بینی شده که +Rg فلزی بسیار نرم و حتی نرم‌تر از +Au باشد؛ هرچند که مشخص نیست که آیا خواص آن اسیدی یا یا بازیست. در محلول‌های آبی یون یک بار مثبت آن، +[Rg(H۲O)۲] تشکیل می‌شود که در آن یک پیوند یگانه بین رونتگنیم و اکسیژن به طول ۲۰۷٫۱ پیکومتر شکل می‌گیرد. همچنین پیش‌بینی شده که رونتگنیم با آمونیاک، سولفید هیدروژن و فسفین تشکیل کمپلکس دهد.

### خواص فیزیکی و اتمی

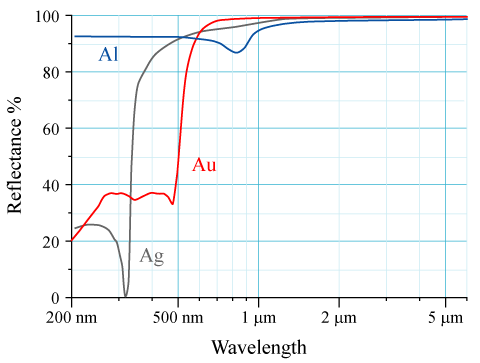
ضریب بازتاب آینه‌های ساخته‌شده از آلومینیوم (Al)، نقره (Ag) و طلا (Au)

پیش‌بینی می‌شود که رونتگنیم به دلیل داشتن دستگاه بلوری مکعبی خود تحت شرایط عادی جامد باشد. پیش‌بینی شده که به علت اثرات نسبیتی، رونتگنیم فلزی بسیار سنگین با چگالی ۲۸٫۷ گرم بر سانتی‌متر مکعب می‌باشد؛ که در مقایسه سنگین‌ترین فلزی که تا به حال شناخته شده، اسمیم، که دارای چگالی ۲۲٫۶۱ گرم بر سانتی‌متر مکعب است، بیشتر است. پیش‌بینی شده که شعاع اتمی رونتگنیم ۱۳۸ پیکومتر باشد.

رنگ‌های گوناگون آلیاژهای نقره-طلا-مس

عناصر پایدار گروه ۱۱ یعنی مس، نقره و طلا همگی آرایش الکترونی لایه آخرشان به شکل nd۱۰(n+1)s۱ است؛ که در حالت برانگیختگی آن‌ها به این شکل nd۹(n+1)s۲ درمی‌آید و همین اختلاف موجب تولید انرژی می‌شود. در مس این اختلاف انرژی بین حالت پایه و برانگیخته به کمترین حد خود می‌رسد و در نتیجه موجب می‌شود که فلز قرمز رنگ به نظر می‌رسد. برای نقره این اختلاف انرژی بیشتر می‌شود و در نتیجه فلز نقره‌ای رنگ به نظر می‌رسد؛ ولی در مورد طلا با افزایش عدد اتمی به دلیل اثرات نسبیتی، حالت برانگیخته پایدارتر می‌شود و در نتیجه اختلاف انرژی، نسبت به نقره، تغییر چندانی نمی‌کند. همین پدیده، روشنگر آن است که طلا در واقع نقره‌ای رنگ است اما به دلیل اثرات نسبیتی رنگ آن، طلایی به نظر می‌رسد. پیش‌بینی شده که الکترون‌های لایه آخر رونتگنیم ۶d۱۰۷s۱ که حالت برانگیخته‌اش طبق این با ۶d۹۷s۲ برابر است. اختلاف انرژی بین حالت پایه و برانگیخته برای رونتگنیم شبیه به نقره است که احتمالات مبنی بر این که رونتگنیم نیز نقره‌ای رنگ باشد را قوی‌تر می‌کند.

## شیمی آزمایشگاهی
به دلیل واکنش‌پذیری کم ایزوتوپ‌ها، هیچ مطالعهٔ قطعیی دربارهٔ خواص شیمیایی رونتگنیم تا به حال منتشر نشده‌است. برای انجام مطالعات بر روی یک عنصر فرااورانیمی؛ باید حداقل چهار اتم با نیمه‌عمرهای بیش از یک ثانیه مورد بررسی قرار گیرد و در طول مطالعه حداقل یک اتم از عنصر در هفته سنتز شود. رونتگنیم-۲۸۲ نیمه‌عمری معادل ۱۰۰ ثانیه دارد که برای انجام مطالعات کافی است؛ ولی مشکل میزان تولید رونتگنیم است؛ تولید رونتگنیم هفته‌ها یا ماه‌ها طول می‌کشد و همین خطای آزمایش را زیاد می‌کند. جداسازی و شناسایی باید به‌طور مداوم تکرار شود تا دستگاه‌های پیشرفته بر فاز گازی و محلول‌های آن آزمایش انجام دهند. با وجود طرح فرضیه‌هایی مبنی بر تأثیرات نسبیتی بر روی پر شدن آخرین لایه الکترونی، بر آزمایش‌ها روی رونتگنیم به اندازه عناصر دیگر همچون کوپرنیسیم و لیورموریم تمرکز نشده‌است. رونتگنیم-۲۸۱ و رونتگنیم-۲۸۰ نیز برای این آزمایش‌ها مناسب هستند و پیش‌بینی شده که به عنوان محصولات واپاشی دو ایزوتوپ مسکوویم یعنی مسکوویم-۲۸۸ و مسکوویم-۲۸۹ تولید شوند؛ که بستری مناسب برای آزمایش‌های آینده را فراهم می‌کند.

## واژه‌نامه
1. ↑  Nickel
2. ↑  Bismuth
3. ↑  Copernicium
4. ↑  Rutherfordium
5. ↑  Gold
6. ↑  Meitnerium
7. ↑  Darmstadtium
8. ↑  Hydrogen
9. ↑  Ammonia
10. ↑  Hydrogen sulfide
11. ↑  Phosphine
12. ↑  Osmium
13. ↑  Copper
14. ↑  Silver
15. ↑  Copernicium
16. ↑  Livermorium
17. ↑  Moscovium